# Лила Ли
Лила Ли (англ. Lila Lee, урождённая Августа Вильгельмина Фредерика Аппель (Augusta Wilhelmena Fredericka Appel); 25 июля 1901[…], Юнион-Хилл, Нью-Джерси — 13 ноября 1973, Саранак-Лейк) — американская киноактриса. Была популярна в эпоху немого кино.

## Биография
Будущая актриса родилась 25 июля 1901 года в городе Юнион-Хилл, штат Нью-Джерси, в семье немецких эмигрантов. В раннем возрасте вместе с родителями переехала в Нью-Йорк. Августа попала на театральную сцену ещё в детстве и стала довольно известна, выступая в детском шоу Гаса Эдвардса.
В 1918 году семнадцатилетняя актриса привлекла внимание киномагната Джесса Ласки, стоявшего у истоков кинокомпании «Famous Players-Lasky Corporation» (позднее произошло её слияние с «Paramount Pictures»). Ласки предложил девушке контракт и в том же 1918 году актриса под псевдонимом Лила Ли дебютировала в кино, получив главную роль в драме «Круиз фантазёров». Эта роль обеспечила Лиле признание публики, и, как следствие, успешное развитие карьеры.
Она много снималась на протяжении 1920-х годов, играя в паре с видными актёрами своего времени — Уоллесом Ридом («Диктатор», 1922), Монти Блю («Похищение невесты», 1919), Томасом Мэганом («Мужчина и женщина», 1919), Конрадом Найджелом («Летнее безумие», 1920), Рудольфом Валентино («Кровь и песок», 1922) и другими. В 1922 году она попала в число WAMPAS Baby Stars, то есть молодых подающих надежды актрис, что добавило ей популярности.
Лила трижды была замужем, в том числе за известным актёром Джеймсом Кирквудом (1876—1963). Они поженились в 1923 году (невесте было 22 года, жениху — 47 лет), и в этом браке, продлившемся восемь лет, актриса родила сына — будущего драматурга, писателя и актёра Джеймса Кирквуда-младшего (1924—1989).
Карьера Лилы начала угасать в начале 1930-х. Первые звуковые фильмы актрисы оказались неудачными, её стали снимать все реже (отчасти из-за того, что она заболела туберкулёзом) — и в основном на второстепенных ролях в проходных картинах. В 1940-х она вернулась в театр и приняла участие в нескольких непримечательных постановках, в 1950-х периодически снималась в телесериалах. Лила Ли умерла от инсульта 13 ноября 1973 года в городе Саранак-Лейк в возрасте семидесяти двух лет. Впоследствии она была удостоена звезды на Голливудской Аллее Славы.

## Фильмография
- 1925 — Полуночная девица — Анна
- 1929 — Обуза — Дот